# Prăpastia tigrului
Prăpastia tigrului (în armeană Հովազաձորի գերիները, transliterat: Hovazadzori gerinery, în rusă Пленники Барсова ущелья, transliterat: Plenniki Barsova ușcelia, în traducere „Prizonieri în Defileul Leopardului”) este un film de aventuri sovietic pentru copii din 1956, regizat de Iuri Erzinkian după romanul omonim al lui Vahtang Ananian (tradus în limba română Captivi în Defileul Panterei) și filmat la Studioul de Film din Erevan.
Filmul prezintă aventurile a cinci copii armeni (patru băieți și o fată) care ajung să fie izolați în defileul Hovazadzor (cunoscut, de asemenea, ca „Defileul Iadului”) din partea sud-estică a provinciei Ararat a Armeniei, lângă frontiera cu enclava azeră Nahicevan, după ce o furtună dărâmă podul de peste o prăpastie, și salvarea lor de către fermierii colhozului local.
Criticii de film contemporani au asemănat peripețiile celor cinci școlari cu aventurile lui Robinson Crusoe din romanul omonim (1719) al lui Daniel Defoe și au evidențiat caracterul educativ al filmului, ca urmare a promovării ideii nobile a prieteniei și solidarității umane.

## Rezumat
Avdal, fiul unui păstor, coboară în perioada vacanței de vară de pe pășunea montană caucaziană într-un sat apropiat din RSS Armeană pentru a cumpăra provizii (zahăr și tutun) pentru ciobani. Se întâlnește acolo cu patru prieteni pionieri (băieții Așot, Sarkis și Gaghik și fata Șușik) și citesc împreună povestea vânătorului Dersu Uzala în taigaua siberiană din cartea lui Vladimir Arseniev până când își dau seama că s-a lăsat întunericul. Venirea nopții îl împiedică pe Avdal să se mai întoarcă acasă și îl obligă să-și petreacă noaptea în sat.
A doua zi, sub influența celor citite în noaptea anterioară, cei patru pionieri hotărăsc să-l însoțească pe Avdal și pornesc într-o expediție către zona montană din afara satului. Pe drum îl văd pe poștașul Murat instalând o cutie poștală pe strada principală a satului, iar glumețul Gaghik cumpără un plic și hârtie de la Murat și, sub influența celor citite în seara trecută, îi scrie unchiului Mora că el și prietenii lui pleacă în Orientul Îndepărtat, apoi aruncă scrisoarea în cutia poștală. Ajunși la bifurcația de drumuri de la ieșirea din sat, Sarkis îi recomandă lui Avdal să scurteze drumul trecând prin Defileul Leopardului, dar Așot, fiul vânătorului Aram, susține că poteca de la ieșirea din defileu a fost distrusă de o alunecare de teren. Sarkis îl acuză de lașitate pe Așot și se oferă să-l conducă pe Avdal până la ieșirea din defileu, fiind susținut chiar și de fata Șușik, iar Așot este nevoit să meargă împreună cu prietenii săi. Astfel, cei cinci elevi, împreună cu câinele lui Avdal, se îndreaptă către Defileul Leopardului, un loc pustiu și primejdios, iar pe drum, înainte de a intra în defileu, Gaghik pierde cartea pe care o citiseră în seara precedentă și pe care o luase cu el, dar nu își dă seama. Pentru a intra în defileu, pionierii trebuie să traverseze o prăpastie pe Podul Diavolului, format din doi bușteni, și reușesc să ajungă cu greutate pe partea cealaltă. Cu toate acestea, se dovedește că Așot avusese dreptate și că nu există nicio ieșire din defileu. Copiii încearcă să se întoarcă, dar vremea se înrăutățește brusc și sunt nevoiți să se adăpostească într-o grotă. Începe o furtună puternică cu fulgere și tunete, iar o cădere de stânci cauzată de vremea rea dărâmă Podul Diavolului, izolându-i de satul lor de origine.
„Robinsonii” sunt nevoiți să ducă o adevărată luptă pentru supraviețuire. Proviziile mici de alimente ale copiilor se epuizează rapid și ei trebuie să-și procure singuri hrana necesară din natură. Dovedind ingeniozitate, băieții încearcă să taie copaci pentru a-i arunca peste prăpastie în locul Podului Diavolului, care fusese distrus. În această situație dificilă se manifestă în mod clar trăsăturile de caracter ale fiecăruia: voința și siguranța lui Așot, cunoștințele practice vaste ale lui Avdal, energia și optimismul lui Gaghik și lașitatea și egoismul lui Sarkis, care găsește o rezervă de alune făcută de veverițe pentru iarnă, dar o ascunde de prietenii săi. Situația copiilor blocați în defileu se înrăutățește după ce grota este inundată în cursul următoarei ploi, iar Șușik răcește. Avdal își amintește că păstorii foloseau un decoct de zmeură pentru a vindeca răceala și culege zmeură, iar Sarkis confecționează un coș din nuiele, care este acoperit cu lut. Într-un astfel de „cort” făcut manual, băieții pregătesc un decoct și o vindecă pe Șușik.
În acest timp, scrisoarea lui Gaghik ajunge la destinație, iar adulții care sunt siguri că tinerii au plecat în Orientul Îndepărtat se alarmează și încep să-i caute pe drumuri și prin gări. Aceste căutări nu aduc însă rezultate. Un milițian reține patru băieți și o fată în gara din Erevan, dar aceștia nu au nicio legătură cu copiii dispăruți. Părinții copiilor sunt disperați. Nimeni dintre ei nu bănuiește însă că ei sunt foarte aproape de sat, blocați în Defileul Leopardului.
Copiii încearcă să facă rost de provizii și reușesc să prindă un cocoș de munte, pe care îl prăjesc la un foc primitiv și apoi îl mănâncă, dobândind astfel mai multe puteri. Cu toate acestea, buștenii, pe care îi taie, nu ajung însă pe partea cealaltă a prăpastiei pentru a crea astfel un pod. Așot îl acuză pe Sarkis că nu se implică suficient și cei doi se iau la bătaie, iar în urma acestui conflict spontan Sarkis alunecă în prăpastie. Uitând de egoismul lui, cei patru prieteni ai lui Sarkis îl ajută, cu riscul vieții, să iasă din prăpastie. Sarkis suferă apoi o transformare morală și înțelege că prietenia este cel mai valoros lucru din lume. Apar apoi doi „oaspeți nepoftiți”: un leopard, care justifică numele defileului, și un urs. Prădătorii intră în luptă, iar ursul învinge leopardul, ceea ce, însă, nu ușurează prea mult situația copiilor.
După câteva zile de la dispariția copiilor, un sătean găsește cartea lui Gaghik, iar Harutiun, președintele colhozului local, își dă seama că pionierii sunt undeva în apropiere și organizează o expediție de căutare, condusă de vânătorul Aram. Vânătorii pornesc pe urmele pionierilor, ajung la defileu, unde construiesc un pod din bușteni peste prăpastie, și îi găsesc apoi pe copiii dispăruți.

## Distribuție
- Iuri Haceaturian — pionierul Așot, fiul vânătorului Aram[1][2][7][8]
- Liudmila Ordoian — pioniera Șușik[1][2][7][8]
- Ruben (Robert) Mkrtcian — pionierul Gaghik[1][2][7][8][9]
- G. Hodjagorian — pionierul Avdal, fiul unui cioban[1][2][7][8]
- Araik Mkrtumian — pionierul Sarkis[1][2][7][8]
- Ori Buniatian — Harutiun, președintele colhozului[1][2][8][9]
- Garuș Hajakian — Aram, vânător, tatăl lui Așot[1][2][8]
- Așot Nersisian — Paruir, tatăl lui Sarkis[1][2][8][9]
- Aram Amirbekian — Murat, poștaș[8]
- Artemi Airapetian – milițianul din Erevan (nemenționat)[8]
- Isi Melik-zade – telefonistul din sat (nemenționat)[8]

## Producție

### Cinematografia de aventuri
Publicul cinefil a fost atras dintotdeauna de filmele de aventuri (documentare sau de ficțiune) care prezintă expediții de pionierat în diferite locuri ale lumii, în cursul cărora au fost descoperite și cercetate continente noi, ținuturi noi sau alte locuri necunoscute, și au ca personaje exploratori îndrăzneți ce au călătorit pe pământ, pe mare și prin aer. Motivul acestui interes deosebit îl reprezintă contactul cu situații extraordinare, cu peisaje inedite și cu obiceiuri diferite de cele ale spectatorilor.
La vremea realizării acestui film, cinematografia de aventuri avea o tradiție îndelungată îndeosebi în țările occidentale, dar era considerată compromisă de unii critici din țările Blocului răsăritean (precum Tudor Caranfil) din cauza existenței unor producții pline de clișee rasiste, în care colonizatorii albi încercau să-i civilizeze pe băștinași sub amenințarea armelor de foc, sau a unor producții aventuroase naive, în care exploratorii aduceau în orașele lor de reședință băștinași sălbatici și musculoși gen Tarzan, alături de maimuțe și crocodili. Filmele sovietice de aventuri au încercat să se deosebească de producțiile occidentale printr-un conținut „uman și generos” elaborat potrivit ideologiei realismului socialist și printr-un caracter educativ, combinând tensiunea dramatică a explorării necunoscutului cu transmiterea unor învățături morale.

### Filmări
Filmul a fost produs în anul 1956 de Studioul de Film din Erevan (în armeană Երևանի ֆիլմերի ստուդիա, în rusă Ереванскую киностудию, redenumit în 1957 Armenfilm), pe baza unui scenariu scris de Vahtang Ananian (1905–1980) și Mikael Șatirian (1916–1985), inspirat din romanul omonim Hovazadzori gerinerë (Captivi în Defileul Panterei, 1955) al lui Ananian. Producția a fost coordonată de directorul R. Saroian. Regizorul filmului a fost cineastul sovietic de origine armeană Iuri Erzinkian, care a fost secondat de A. Hairapetian și R. Martirosian.
Filmările au fost realizate pe peliculă color, sub coordonarea directorului de imagine Ivan Dildarian. Rolurile principale au fost atribuite copiilor Iuri Haceaturian (Așot), G. Hodjagorian (Avdal), Araik Mkrtumian (Sarkis), Liudmila Ordoian (Șușik) și Ruben (Robert) Mkrtcian (Gaghik) și actorilor adulți Ori Buniatian (Harutiun), Garuș Hajakian (Aram) și Așot Nersisian (Paruir). Decorurile filmului au fost proiectate de scenograful Piotr Beitner. Sunetul a fost înregistrat de inginerul I. Grigorian, iar muzica a fost compusă de compozitorul Ghazaros Sarian și interpretată de o orchestră dirijată de Grigori Gamburg. Filmul are o durată de 61 de minute, iar lungimea peliculei este de 1.658 de metri.

## Recepție

### Lansare
Filmul a fost lansat pentru prima dată pe ecran la Erevan (capitala RSS Armene) în 18 martie 1956 și la Moscova (capitala RSFS Ruse și a Uniunii Sovietice) în 29 decembrie 1957. Difuzarea în premieră a acestui film de către o televiziune din URSS a avut loc în ziua de 23 aprilie 1958. Prăpastia tigrului a fost distribuit apoi și în alte țări comuniste din Blocul răsăritean precum Republica Populară Romînă (25 martie 1958), Republica Populară Democrată Coreeană (septembrie 1958) și Republica Populară Polonă (premieră TV pe 25 martie 1960).
Premiera filmului în România a avut loc ziua de 25 martie 1958 la cinematografele „Maxim Gorki” și „Alex. Popov” din București, după ce fusese anunțată public în ziarul Romînia liberă încă din a doua parte a lunii februarie; afișul cinematografic a fost realizat de tânărul pictor hunedorean Eftimie Modîlcă. Prăpastia tigrului, care a fost prezentat în presa epocii drept un film de aventuri „palpitant”, destinat copiilor și tineretului, a rulat în perioada următoare în unele cinematografe bucureștene precum Maxim Gorki (martie–aprilie 1958), Alex. Popov (martie 1958), Tineretului (aprilie 1958), 23 August și N. Bălcescu (aprilie 1958), Unirea (aprilie–mai 1958), Victoria (mai 1958), Ilie Pintilie (iunie 1958), Drumul Serii (iunie 1958), Grivița (iulie 1958), Volga (august 1958) ș.a., dar și în unele cinematografe din alte orașe (de exemplu, la Pitești, Iași, Brașov, Baia Mare, Craiova, Oradea, Constanța, Sibiu, Botoșani, Bistrița, Câmpulung Moldovenesc, Piatra Neamț, Mediaș, Comănești, Adjud, Bârlad, Galați, Vatra Dornei, Suceava și Satu Mare), inclusiv până în iulie 1960. Acest film sovietic a fost înscris în octombrie 1958 de către Direcția educației tineretului școlar din Ministerul Învățământului și Culturii pe lista filmelor recomandate a fi vizionate în colectiv de către elevi și a fost inclus în programul caravanelor cinematografice pentru a fi vizionat în unele școli sătești și a fi discutat de profesori cu elevii. Potrivit presei autohtone, publicul românesc, provenit în mare parte din rândurile clasei muncitoare și tineretului, l-a considerat „un film grozav”.

### Aprecieri critice
Peripețiile îndrăznețe ale celor cinci școlari au fost asemănate de unii critici cu aventurile lui Robinson Crusoe din romanul omonim (1719) al lui Daniel Defoe, cu toate că ele nu au loc pe o insulă pustie (ca în roman), ci într-un defileu puțin circulat din Munții Caucaz, acoperit de păduri și stânci și mărginit de o prăpastie adâncă. Jurnalistul român G. Mihail a evidențiat existența unor asemănări între filmul sovietic și romanul britanic într-o cronică publicată în martie 1958 în ziarul Steagul roșu (organul Comitetului Regional București al P.M.R. și al Sfatului Popular al regiunii București), unde a scris că „scenele filmului au ceva din romantismul unei adevărate robinsonade: prinderea cocoșului de munte, prepararea vînatului la focul primitiv, apoi felul în care micii aventurieri încearcă să «supună» natura sălbatică” și a subliniat că situația grea în care se află îi unește pe micii „robinsoni” și îi învață „spiritul solidarității și al prieteniei”.
Criticii au descris acțiunea filmului Prăpastia tigrului ca „instructivă și pasionantă”, datorită întâmplărilor captivante care se succed și atrag interesul spectatorilor, a existenței unor momente de tensiune maximă (precum lupta ursului cu leopardul), a peisajelor montane spectaculoase ale Armeniei și a interpretărilor naturale ale copiilor, și au susținut că filmul oferă o pildă remarcabilă de curaj și sacrificiu, având la bază ideea nobilă a prieteniei și solidarității umane, care poate contribui la depășirea oricărui obstacol. Au fost elogiate, de asemenea, aspectul documentar al filmului (datorat prezentării faunei și florei montane caucaziene) și calitatea artistică înaltă a imaginilor.
Presa contemporană românească a inclus Prăpastia tigrului în rândul filmelor de aventuri „bune”, alături de alte producții cinematografice din Blocul răsăritean care rulau în acea vreme pe ecranele bucureștene precum Verstele de foc, Urme în noapte și Căpitanul bătrânei carapace. Includerea acestor filme de aventuri în categoria filmelor „bune” se datora faptului că aceste producții nu doar că prezentau „peripeții antrenante” și „fapte îndrăznețe”, ci că, în plus, erau „pătrunse de idei generoase, umaniste și patriotice” și educau tineretul „în spiritul unei morale înaintate”.